# 客星
客星(かくせい、きゃくしょう、guest star)とは、それまで観測されなかった場所で突如として見えるようになり、一定期間後に再び見えなくなる恒星のことである。用語は、古代中国の天文記録に残された言葉からの翻訳である。近代天文学では、客星は激変星や新星、超新星であると理解されているが、古代の文献等でどの現象か明らかになっていないものを指す場合に、今でもこの言葉は使われている。古代中国の天文学では、客星は「新しい星」の3つのタイプのうちの1つだった。他の2つは、現代で言うところの彗星である。客星という言葉が記された最古の文献は漢時代の漢書に含まれる文献である。
一方、古代ヨーロッパの文献では、超新星と考えられる最も古い記録は、中国で記録されたSN 185と同じものと考えられるが、その記録は曖昧である。同時に、有名なSN 1054がなぜヨーロッパの記録から抜け落ちているのかについて論争が続いている。